# Production de sel dans le Cheshire
Le Cheshire est un comté de l'Angleterre du Nord-Ouest. Le sel gemme a été déposé dans cette région il y a quelque 220 millions d'années, au cours de la période du Trias. L'eau de mer ayant gagné l'intérieur des terres par l'ouverture d'une mer ouverte, elle créa une chaîne de marais salés peu profonds à travers ce qui est aujourd'hui le bassin de Cheshire. Avec l'évaporation de ces marais au fil des ans, des dépôts profonds de sel gemme ont ainsi été formés.

## Histoire de la production de sel dans le Cheshire

### Northwich
Un fort, Condate, a été construit à l'époque romaine à l'emplacement actuel de la ville de Northwich. On croit que les Romains l'ont construit en raison de la position stratégique de la rivière Weaver et de la présence de terres riche en sel gemme. Les Romains utilisaient des casseroles en plomb pour extraire le sel de la saumure. Des salines et des fours à saumure du premier siècle ont tous deux été trouvés autour du fort romain.
Les couches de sel sous Northwich ont été redécouvertes dans les années 1670 par les employés de la famille locale Smith-Barry. La famille était alors à la recherche de charbon quand ils ont découvert accidentellement le sel gemme dans sous le sol de leur maison au nord de Northwich. L'extraction du sel a donc débuté peu de temps après la découverte. Le sel a également été extrait dans la zone au nord-est de Northwich, dans les villages de Marston et Wincham.
Au XIXe siècle, il est devenu peu rentable de produire du sel dans la région. Ainsi, afin d'économiser dans les coûts de production et réduire le nombre d'employés, les mines utilisèrent de l'eau pour extraire le sel gemme. L'eau chaude qui dissout le sel est donc pompée à travers les mines et la saumure qui en résulte est pompée vers la surface pour ensuite y en extraire le sel. Toutefois, cette technique comporte certains dangers comme l'affaiblissement des structures de support des mines, l'affaissement des sols ou encore le rejet d'eau avec un haut taux salin dans l'environnement. L'effondrement d'un certain nombre de mines de Northwitch a forcé l'industrie du sel à plutôt aller extraire du côté de Winsford.
Pour souligner cette production de la région, Northwich a ouvert un musée du sel en 1839.

### Middlewich
À la suite de son invasion romaine, Middlewich a été nommé Salinae à cause des nombreux dépôts de sel autour de la ville.
La fabrication du sel est restée l'un des principaux employeurs de Middlewich durant les 2000 dernières années. L'activité du sel de la région est mentionnée dans le Domesday Book, et au XIIIe siècle, il y avait environ 100 maisons installées autour des deux puits de saumure de la ville. En 1908, il y avait neuf fabricants de sel à l'échelle industrielle dans la ville, avec un certain nombre de mines à ciel ouvert de sel gemme à proximité du canal de Trent et Mersey.

### Nantwich
Les origines de la ville de Nantwich datent de l'époque romaine quand le sel de Nantwich était utilisé par les garnisons romaines de Chester et de Stoke-on-Trent à la fois comme un agent de conservation et un condiment. Le sel était utilisé dans la production de fromage Cheshire et dans l'industrie du tannage. Ces deux industries sont des produits de l'industrie laitière basée sur la plaine du Cheshire autour de Nantwich.
Dans le Domesday Book, Nantwich est enregistré comme ayant huit salines. L'industrie du sel a atteint un sommet à la fin du XVIe siècle, alors qu'on pouvait y compter 216 salines. Toutefois, la production a pris fin en 1856 avec la fermeture de la dernière saline de Nantwich. De même, la dernière tannerie de la ville est fermée en 1974.